# SIKON ISAF 8
SIKON ISAF 8 je bil osmi kontingent Slovenske vojske, ki je deloval v sklopu misije ISAF (od avgusta 2007 do februarja 2008) v Afganistanu. Nastanjeni so bili v Camp Arena (Herat).

## Zgodovina
Večina kontingenta je delovala v Campu Arena in v mestu Herat.

## Sestava
V kontingentu je delovalo 65 pripadnikov.